# North Marysville
North Marysville és una concentració de població designada pel cens dels Estats Units a l'estat de Washington. Segons el cens del July 1, 2008 tenia 23.000 habitants.

## Demografia
Segons el cens del 2000, North Marysville tenia 21.161 habitants, 7.031 habitatges, i 5.744 famílies. La densitat de població era de 594,6 habitants per km².
Dels 7.031 habitatges en un 44,6% hi vivien nens de menys de 18 anys, en un 67,2% hi vivien parelles casades, en un 9,7% dones solteres, i en un 18,3% no eren unitats familiars. En el 13,3% dels habitatges hi vivien persones soles el 4% de les quals corresponia a persones de 65 anys o més que vivien soles. El nombre mitjà de persones vivint en cada habitatge era de 3,01 i el nombre mitjà de persones que vivien en cada família era de 3,27.
Per edats la població es repartia de la següent manera: un 30,9% tenia menys de 18 anys, un 7,4% entre 18 i 24, un 32,8% entre 25 i 44, un 21,2% de 45 a 60 i un 7,7% 65 anys o més.
L'edat mediana era de 34 anys. Per cada 100 dones de 18 o més anys hi havia 97,7 homes.
La renda mediana per habitatge era de 56.699 $ i la renda mediana per família de 59.694 $. Els homes tenien una renda mediana de 45.420 $ mentre que les dones 29.935 $. La renda per capita de la població era de 20.842 $. Aproximadament el 3,6% de les famílies i el 4,9% de la població estaven per davall del llindar de pobresa.

## Poblacions més properes
El següent diagrama mostra les poblacions més properes.